# Sabine Steinbach
Sabine Steinbach (Chemnitz, 18 luglio 1952) è un'ex nuotatrice tedesca orientale.

## Carriera
Specializzata nei misti e nella farfalla, ha raggiunto, all'apice della carriera, la medaglia di bronzo nei 400m misti alle Olimpiadi di Città del Messico 1968.

## Palmarès
- Giochi olimpici estivi

Città del Messico 1968: bronzo nei 400m misti.